# Степанов, Алексей Николаевич (футболист)
Алексей Николаевич Степанов (20 января 1960, Ленинград — 30 июня 2002, Екатеринбург) — советский и российский футболист, защитник.

## Биография
Начал играть в футбольной школе «Смена». Практически всю карьеру провёл в ленинградском «Зените», в составе которого стал чемпионом СССР 1984 года. Закончил карьеру в 1992 году в «Локомотиве» (СПб).
В 1991—1994 годах играл в составе мини-футбольного клуба «Дина». Трёхкратный чемпион СНГ и России. Провёл 15 матчей за мини-футбольную сборную страны. Первый капитан в истории сборной России. Участник чемпионата мира 1992 года.
В 2001 году работал спортивным директором «Зенита». В 2002 году стал президентом ФК «Тюмень».
30 июня 2002 года скончался в Екатеринбурге от сердечного приступа.
Похоронен в Санкт-Петербурге на Волковском кладбище.

## Достижения
- Чемпион СССР по футболу 1984
- Чемпион СНГ по мини-футболу: 1992
- Чемпион России по мини-футболу (2): 1992/93, 1993/94
- Обладатель Кубка России по мини-футболу (2) 1992, 1993
- Обладатель Кубка Лиги 1993

Личные:
- Лучший защитник чемпионата России по мини-футболу 1992
- Наряду с Борисом Чухловым является единственным игроком в истории советского и российского футбола, ставшим чемпионом страны и в большом, и в мини-футболе.